# Bekitro
Bekitro est une commune urbaine malgache située dans la partie centre-ouest de la région d'Androy.